# Юго-Восточный департамент Гаити
Юго-Восточный департамент (фр. Le département du Sud-Est, гаит. креол. Sidès) — один из десяти департаментов Гаити.
Площадь 2 034 км², население в 2009 году составляло 575 293 человек. Административный центр — город Жакмель.

## Округа и коммуны
Департамент делится на 3 округа и на 9 коммун:
- Округ Бене
  - Бене э Кот-де-Фер (Bainet et Côte-de-Fer)
- Округ Белль-Анс
  - Белль-Анс (Belle-Anse)
  - Гран-Гозье (Grand-Gosier)
  - Анс-а-Питр (Anse-à-Pitre)
  - Тиотт (Thiotte)
- Округ Жакмель
  - Жакмель (Jacmel)
  - Мариго (Marigot)
  - Ке-Жакмель (Cayes-Jacmel)
  - Ля Валле де Жакмель (La Vallée de Jacmel)

## Населенные пункты
- Банан (Banane)
- Буркан-Белье (Bourcan-Bélier)
- Кавалье (Cavalier)
- Кутела (Coutelas)
- Форе-де-Пен (Forêt-des-Pins)
- Ля-Фон (La-Fond)